# Vyhoďme ho z kola ven
Vyhoďme ho z kola ven (v originále One Flew Over the Cuckoo's Nest) je román amerického spisovatele Kena Keseyho, který bývá považován za příslušníka generace beatniků. Kniha vyšla v roce 1962, ačkoliv byla napsána již o tři roky dříve. V roce 1975 byl podle ní natočen režisérem Milošem Formanem film Přelet nad kukaččím hnízdem.

## Postavy
- R. P. McMurphy – kriminálník, karbaník, rváč, přesto (resp. právě proto) vidí realitu ústavu, k pacientům se chová jako k normálním lidem, odmítá se podřídit nemocničnímu systému a ohnout záda před Velkou sestrou. Svou suverenitou a odvahou mění pohled na svět ostatním pacientům a zpestřuje jim jejich šedé dny.
- náčelník Bromden – schizofrenní dvoumetrový indián, který je potomek náčelníka kmene. Předstírá hluchoněmost a vypráví celý příběh. Z počátku je bázlivý nevýrazný muž, který sedí v koutě a tiše celé oddělení pozoruje, ale pod vlivem McMurphyho zase dorůstá do své velikosti a cítí se jako velký muž. Jednotvárnou společnost nazývá Kombajnem, který požírá a drtí kohokoli, vybočujícího z řady.
- Sestra Ratchedová – tvrdá a nesmlouvavá žena, která se nebojí použít jakékoliv techniky k prosazení svého. Slepě věří systému a dělá vše proto, aby zajistila klidný chod oddělení. Nedává najevo emoce, rozrušení a svým chladným klidem a děsivostí tiše tahá za nitky a mění pacienty i personál pro účely Kombajnu.
- Billy Bibbit - tichý, ustrašený mladý nevinný kluk, který byl jako malý týrán svou matkou. Má z ní děsivou hrůzu a sebevražedné sklony.
- Doktor - je podřízen Velké sestře, i když se snaží působit sebejistě a mít svůj názor, vždy ji ustoupí a bojí se jí postavit.
- černí frajeři - personál na oddělení, který poslušně plní přání slečny Ratchedové. Nenávidí pacienty a dávají to najevo.

## Celková charakteristika
Román je podobenstvím o životě v moderní společnosti a také úvahou o hranici mezi šílenstvím a „normálností“. Poukazuje na snahu systému zlomit silné osobnosti a přizpůsobit je chodu společnosti.

## Námět
Silný příběh líčí konání rebela McMurphyho – člověka, jenž si dokáže uchovat svou osobitost navzdory tlakům ze strany personálu léčebny a systému. Vedoucí ústavu slečna Ratchedová chce mít všechny chovance poslušné a pod absolutní kontrolou. Randle McMurphy si nenechá nic líbit a hájí svá práva i práva svých přátel v ústavu, na což nakonec bohužel doplatí.
Kniha má několik rovin, do popředí vystupuje zejména snaha o uchování lidské důstojnosti, jejíž cenu se snaží znehodnotit pokřivený systém léčebny reprezentovaný především slečnou Ratchedovou a jejími pomahači. Rozhodnutí nepodrobit se vůli autority končí pro hlavní postavu knihy tragicky, ale jeho oběť a přistup osvobodila a změnila další pacienty, kteří si začali opět věřit a odvážili si zpět do "normálního" světa. McMurphy je ovlivnil natolik, že i po jeho odchodu jsou používány jeho slova, hlášky, hrají se jeho hry. Autorita sestry Ratchedové je pošramocena.

## Jazyk
- Ich-forma, vyprávění z úst indiána, náčelníka Bromdena
- bohatý jazykový projev plný metafor, přirovnání, vymyšlených slov (Kombajn, mozkožravá mašina...), nespisovný jazyk, slang, argot, hovorové výrazy, nářečí, frazeologie, odborné termíny atd. Pro náčelníkovo vyprávění je typické nadměrné využití čárek ve větách, užívání nesprávných koncovek (obrovskýma prackama), netypických slovních obratů a technických pojmenování na nemocniční praktiky, či samotné pacienty (porouchané stroje, které kazí dobré jméno Kombajnu...)
- Kniha není členěna do kapitol, ale oddělena odstavci, děj je prokládán indiánovými vzpomínkami na jeho dětství, strávené v údolí řeky Colorado, pod vodopády, odkud byl jeho kmen vyhnán za účelem stavění nové přehrady.

## Děj
Pozor! V ději se může nacházet prozrazení pointy knihy.
Vrchní sestra, slečna Ratchedová, vládne již několik let oddělení v psychiatrickém zařízení Oregon State Hospital v Salemu ve státě Oregon. Na pomoc má tým pečlivě vybraných pracovníků. Její sestava se skládá z několika sestřiček, techniků, chlápka z mezilidských vztahů, doktora a tří černých frajerů. 
"Ty svoje tři denní černé kluky získala po mnoha létech testování a zamítla jich celé tisíce. Táhnou se k ní v dlouhé černé řadě nerudných, velkonosých škrabošek, od prvního pohledu plni nenávisti k ní i k té její sádrové bělosti panenky. Asi tak měsíc pozorně váží jejich nenávist a pak je vyrazí, protože nenávidí málo. […] Léta tréninku a všichni tři černý kluci jsou přesně vyladění na frekvenci Velké sestry. Jeden jako druhý dokážou rozpojit přímé vedení a oparovat pouze podle vysílaného signálu. […] Jsou vzájemně napojeni na vysokonapětovou vlnovou délku nenávisti, a černí frajeři provádějí její rozkazy dřív, než ji vůbec napadnou."
Na jejím oddělení se nacházejí tři druhy pacientů: akuťáci, ti jsou fyzicky zdatní a aktivní. 
"[…] doktoři si o nich myslí, že jsou ještě dost nemocní, že potřebují seřídit. Akuťáci jsou pořád na nohou."
Poté chronici, kteří se dále dělí na chůďáky; jako je náčelník Hbitý koště alias Náčelník Bromden (ti se pořád mohou pohybovat), kolečkáře a vegeťáky. 
"Na druhé straně, naproti akuťákům, jsou zmetky Kombajnu, chronici. Tihle nejsou v nemocnici proto, aby je seřídili, ale aby nemohli běhat po ulicích a nekazili výrobkům Kombajnu jméno. Chronici jsou tady nadobro, přiznává personál."
"Chronici, tedy většina z nás, jsou vlastně pokažené stroje, co už nejdou opravit, s vrozenýma vadama, nebo pošramocené za všecka ta dlouhá léta, co takový chlap narážel hlavou do každé překážky, takže když ho nemocnice našla, krvácel rzí v nějakém opuštěném koutě.

Ale jsou tady mezi náma taky chronici, na kterých personál před lety něco zvoral; někteří z nás byli akuťci, když sem přišli, a teprve potom přešli na druhou stranu. Ellis je chronik, který sem přišel jako akuťák, a pak ho pokazili, když mu v tom všivým mozkožravým sálu, kterému černí frajeři říkají "šokárna", pustili do hlavy přemíru elektřiny. Teď je přibitý na zeď ve stejném stavu, v jakém ho naposledy zdvihli ze stolu, ve stejné poloze, s roztaženýma rukama a pootevřenýma dlaněma, se stejnou hrůzou ve tváři." 
Sestra pacienty ovládá díky svým autoritářským metodám, vyžaduje poslušnost, přesné dodržování harmonogramu a pravidel oddělení, vlastní názor se zde netoleruje a už vůbec ne rebelie, ta je tvrdě potírána prášky či v horším případě tzv. šokárnou.
Proti pacientům používá jejich vlastní slabosti a strachy. Každý den mají terapeutické sezení, kdy se probírá, co bylo zapsáno v denní knize, což je další její taktika, jak si upevnit moc, kdy prozrazení tajemství na jiného pacienta je oceněno hvězdičkou v jejím zápisu a výhodami (např. pozdějším budíčkem atd.). Nikdo se jí nedokáže vzepřít. ochromující strach z její autority je cítit nejen mezi pacienty, ale také mezi členy personálu. Velká sestra se chová chladně, absolutně vyrovnaně a klidně, nikdy nedává najevo strach, pochyby či emoce. Svým děsivým vzezřením porcelánové panenky varuje kohokoli, kdo by jí chtěl odporovat. Nikdo by se o to přes svou paralýzu ani nepokusil.

Až do chvíle, kdy nemocnice přijme nového pacienta Randla P. McMurphyho. Velkého svalnatého zrzouna s obrovskýma prackama plných jizev a šrámů z hospodských potyček, silnými rameny, tuhou šíjí a značným sebevědomím. Murphy se sebou nenechá zametat a už od první chvíle se odmítá řídit, podle něho, stupidními pravidly nemocnice. McMurphy je zasvěcen pokru, pere se po hospodách, využívá služeb prostitutek a je celkově symbol užívání si života a svobody.
"Má na sobě erární kalhoty a košili z donucovací pracovny, sluncem vybělené do barvy ředěného mlíka. Jeho obličej, krk a ruce mají z dlouhé práce na polích barvu kůže vyčiněné hovězí krví. Na kštici mu sedí prima černá motocyklová čepička, přes rameno má přehozenou koženou bundu a vysoké boty má šedivé a zaprášené, dost těžké, aby jima rozkop chlapa vejpůl. […] Ten jeho způsob řeči, jeho mrkání, křiklavý hovor, naparovačná chůze, všecko mi to připomíná obchodníka s auťákama nebo burzovního iniciátora - nebo jednoho z těch pouťových vyvolávačů, co stojí na pódiu pod svýma pleskavýma fangličkama, v pruhované košili se žlutýma knoflíkama, a jako magnet zdvihá obličeje z prachu."
Do léčebny se dostal proto, že nechtěl již pracovat na hrachové farmě a předstíral pomatenost. V léčebně se okamžitě se všemi seznamuje a podává si ruce s každým, i s chroniky, jako by si byli rovni. Již tímto přístupem pacienty šokuje. Seznamuje s koktavým Billy Bibbitem, který je z jeho vzezření unešen, žárlivým Hardingem, nervózním Martinim, Cheswickem a hluchoněným náčelníkem Bromdenem. Svým hlasitým smíchem, radostí ze života, přímým přístupem a postavením se Velké sestře a všem jejím pravidlům zpřehází celé oddělení vzhůru nohama. Zavedený řád mu není překážkou, dělá vše pro to, aby jej narušil. Slečnu Ratchedovou přivádí k zuřivosti, ale nedá to na sobě znát, otřásá sice její autoritou, ale slečna Ratchedová se nevzdává, má své metody a ví, že čas hraje v její prospěch a má dostatečné páky, aby i takového rebela, jako je McMurphy zlomila a změnila. Manipulací poštvává ostatní pacienty proti Randlovi a na ukázce jeho hraní karet o peníze poukazuje, že pan McMurphy je zde jen pro vidinu snadného zisku.
McMurphy si vzal za cíl, že ji zlomí, a všemožně se snaží podkopat její autoritu a v boji kdo s koho zvítězit. Dvakrát jí rozbije okno její sesterny, hraje s ostatními pacienty basketball, snaží se hlasováním prosadit koukání se na baseball a další věci běžné pro "zdravé lidi". Na terapeutických sezeních se odmítá zpovídat a přistoupit na metodu, kdy na sebe akuťáci hází špínu.
Mění celý zavedený systém a snaží se ostatní přesvědčit, že jsou úplně normální chlapi, možná ještě menší blázni než ti, kteří chodí tam venku. Pacienty, kteří chtěli a mohli, vzal rybařit, kdy je to poprvé po dlouhých letech, co mnozí z nich opustili areál nemocnice. Vzal s sebou svou přítelkyni Candy, která všechny učarovala svým lidským přístupem. Očarovala hlavně Billyho Bibbita. Na rybolovu ukradli loď a plavili se svobodně po širém moři, dokud je neodchytla policejní hlídka.
Po nějakém čase se McMurphy dozvídá, že nemocnice nefunguje jako vězení, kdy si odsedíte daný počet let a jste volný. O propuštění pacienta rozhoduje Velká sestra a McMurphy si začíná hlídat záda, protože není v jeho zájmu zůstat zde navždy. Ostatní pacienti to vnímají jakože dává sestře čas na oddych a pak přijde s velkou fintou. Jemu však začíná docházet, že si možná ukrojil až velké sousto.
Později v neopatrnosti dává sestře záminku, aby jeho i náčelníka poslala na elektrošoky, když napadne ošetřovatele, aby bránil dalšího pacienta. Náčelník Bromden se k němu přidává a oba končí na oddělení pro narušené a druhý den dostávají dávku elektrošoků. Ve filmu je tohle moment, kdy se Bromden prozradí, že mluví a slyší, v knize se to McMurphy dozvídá v ložnici v noci při běžném dni. Téma, ke kterému se náčelník vyjádřil je totožné. McMurphyho indiánovo předstírání nijak nezaskočilo, již od začátku ho podezříval a podle Bromdenových slov ho okamžitě prokoukl. Bromden se už několikrát málem prozradil. Například, když zvedl ruku v hlasování, zda se chtějí pacienti dívat na ligu baseballu, od té doby si musel dávat pozor, aby neupadl v podezření, že hluchoněmost pouze předstírá.

Náčelník je velice důležitá postava a zároveň i vypravěč celého příběhu. Předstírá hluchoněmost, díky které se dozvídá spoustu věcí, které nikdy slyšet neměl. Trpí schizofrenií a halucinacemi, kdy si myslí, že slečna Ratchedová na ně pouští mlhu. Náčelník má v mlze pocit bezpečí, zahaluje ho a chrání. Jeho bezpečí ale bylo narušeno příchodem McMurphyho. V hloubi duše ho obdivuje, že je veliký a silný chlap tak, jako byl jeho otec, náčelník indánů v údolí řeky Colorado, kde vyrůstal. Ale jejich území bylo zabráno pro stavbu přehrady a on jen pozoroval, jak to příslušníky kmenu zničilo a jeho otce pomalu zabil alkoholismus. Děj je prokládán jeho vzpomínkami na dětství, kdy se zaměřuje hlavně na popis nádherné přírody, aktivit jako je lovení či rybaření a chování bělochů k členům kmene. Již tehdy měl pocit, že ho nikdo nevnímá a že je vlastně němý a lidé okolo hluší. S McMurphym se spřátelí a ten se z něho snaží udělat znova velkého a silného chlapa, jakým kdysi býval. Výměnou za to, že náčelník poté uzvedne těžký betonový blok, který se nachází v koupelně. Jako vypravěč podrobně popisuje praktiky Velké sestry, společnost nazývá Kombajnem a je jako pokaženými stroji.
"Oddělení je fabrika pro účely Kombajnu. Je tady k tomu, aby napravovala chyby, ke kterým došlo v místě bydliště a ve školách a v kostelích; k tomuhle je nemocnice. Když se pak dokonalý výrobek vrátí zpátky do společnosti, bezvadně opravený, dočista jako nový, někdy i lepší než nový, srdce Velké sestry překypuje radostí; jen se podívejte, jak je dneska z toho, co sem přišlo celé pošramocené, zase fungující, přizpůsobená součástka, jak dělá čest celému týmu, vyložený zázrak. Koukejte, jak lehce si to šine naší krásnou zemí a jak se s přiletovaným úsměvem vrací do svého roztomilého bydliště."
McMurphy ve většině případů zlepšuje kvalitu života v ústavu. Pořádá malý večírek, kdy podplácí nočního hlídače, aby jim to povolil, Billymu Bibbitovi domlouvá rande s prostitutkou Candy, kterou i s její kamarádkou pašuje oknem. Měl to být zároveň večírek na rozloučenou, kdy měl McMurphy v plánu prchnout. Čeká až si Billy dostatečně užije jeho čas s Candy a při čekání usíná. Ráno přichází Velká sestra a je znechucená nepořádkem a zkaženou morálkou, která na oddělení panuje. Sbírá ze země svůj běžně bílý nemocniční čepec, teď špinavý, pošramocený a zničený. Je to symbol pochroumaní její autority. Poslední kapkou bylo, když přistihla Billyho Bibbita s Candy. Jako velmi dobrá přítelkyně jeho matky ho začne citově vydírat a vyhrožovat, že jí to všechno řekne a jak bude z jeho chování zklamaná. Dobře ví, co dělá a jak moc Billymu na vztahu s jeho matkou záleží. Billy si ze strachu, že se to matka dozví, podřezává krk.
McMurphy se při pohledu na smrt mladého kluka vinou Velké sestry neudrží. Skočí po slečně Ratchedové a začne ji škrtit. V knize jí navíc strhává šaty, kdy je její váženost zničena odhalením její hrudi. Randle na několik týdnů z oddělení zmizí. Pokus o vraždu je totiž dostatečně velký důvod, aby mohl být poslán do hlavní budovy na oddělení pro nebezpečné pacienty. Z ústavu po těchto incidentech odchází spousta mužů, kteří, ovlivněni svobodomyslností McMurphyho a s dodanou odvahou, odchází žít svůj starý život. Zůstali jen tři. Po oddělení se šíří legendy, že Randle utekl a hraje svobodně poker, pacienti používají jeho slang a hrají jeho vymyšlené hry. Autorita Velké sestry je poničena a symbolikou límce, který má na krku po napadení McMurphym je ukázána její prohra a ztracený respekt a děsivost, kterou budila.
Když se McMurphy za nějaký čas objeví, je z něj jen vegetující troska. Byla mu provedena lobotomie. Z kdysi suverénního svobodomyslného rebela se stala jen prázdná schránka. Náčelník se po posledních událostech cítí být zase velký a silný a chtěl s McMurphym společně utéct. Při pohledu na jeho bezvládný pohled je ale zděšen. Nemůže nechat svého kamaráda se takhle trápit a dopřát Velké sestře pocit satisfakce, že Murphyho nadobro porazila a zkrotila. Rozhodne se tedy, že ho osvobodí od tohoto utrpení a udusí ho polštářem. Vzpomíná si na den, kdy mu McMurphy ukázal způsob, jak z léčebny utéct. Dodrží jemu daný slib a prohazuje těžký betonový blok s kohoutky koupelnovým oknem a utíká pryč do svého rodného kraje.

## Adaptace
- V roce 1963 vznikla podle knihy stejnojmenná divadelní hra (One Flew Over the Cuckoo's Nest), jejímž autorem byl Dale Wasserman.
- Velmi známé je filmové zpracování námětu Milošem Formanem (jeho druhý film v emigraci v USA) z roku 1975 Přelet nad kukaččím hnízdem. Film byl nominován na Oscara v devíti kategoriích. Získal pět ocenění: Oscar za nejlepší film, Oscar za nejlepší režii (Miloš Forman), Oscar za nejlepší mužský herecký výkon v hlavní roli (Jack Nicholson), Oscar za nejlepší ženský herecký výkon v hlavní roli (Louise Fletcherová) a Oscar za nejlepší adaptovaný scénář (Laurence Hauben a Bo Goldman).
- V roce 1986 byl podle knižní předlohy natočen film v malajálamštině s názvem Thalavattam.
- V roce 2020 vyšel seriál Ratchedová na streamovací platformě Netflix. Jedná se o prequel tohoto díla. Pozorujeme transformaci sestry Ratchedové z hodné sestry na monstrum, v hlavní roli Sarah Paulsonová.